# Afzal Guru
Mohammad Afzal Guru (Baramulla, 1969 - Nueva Delhi, 9 de febrero de 2013) fue un terrorista que participó en el ataque de diciembre de 2001 contra el Parlamento indio, que fue condenado a muerte por el Tribunal Especial POTA en 2002. El Tribunal Superior de Delhi confirmó la sentencia dictada en 2003 y su apelación a la misma fue rechazada por la Corte Suprema de la India en 2005. La sentencia fue programada para llevarse a cabo el 20 de octubre de 2006, pero se le dio una suspensión de la ejecución y Afzal permaneció en el corredor de la muerte. El 3 de febrero de 2013, su petición de indulto fue rechazada por el presidente de la India, Pranab Mukherjee.

## Muerte
Fue ahorcado en la cárcel de Tihar de Nueva Delhi alrededor de las 8 a. m. el 9 de febrero de 2013.